# ماتیا دی ریگو
ماتیا دی ریگو (انگلیسی: Mattia De Rigo؛ زادهٔ ۱۳ مارس ۲۰۰۱) بازیکن فوتبال اهل ایتالیا است.